# Joyce Nonde-Simukoko
Joyce Nonde-Simukoko một chính trị gia Zambia. Bà là Bộ trưởng Bộ Lao động và An sinh xã hội trong Nội các Zambia. Bà được bổ nhiệm vào vị trí đó bởi Edgar Chagwa Lungu, tổng thống của Zambia, vào ngày 15 tháng 9 năm 2016.

## Sự nghiệp
Trong quá khứ, bà từng là chủ tịch của Liên đoàn bàng đoàn Tự do Zambia (FFTUZ). Ngay trước cuộc hẹn nội các của mình, bà đã phục vụ tại vị trí chủ tịch đảng Lao động và An sinh xã hội trong đảng chính trị Mặt trận Yêu nước (Zambia).

## Chính trị
Vào tháng 9 năm 2016, bà được bổ nhiệm làm bộ trưởng Bộ Lao động và An sinh xã hội tại Nội các Zambia và được đề cử làm Thành viên của Quốc hội Zambia. Bà đã tuyên thệ nhậm chức vào ngày 15 tháng 9 năm 2015. Bà đã chịu áp lực phải từ chức vào tháng 12 năm 2016 sau khi bà kêu gọi bắt giữ một người thổi còi Mika Mwambazi, người đã bắt đầu một khiếu nại về cáo buộc ngược đãi bàng nhân tại Horseshoe, một nhà hàng bít tết thất bại ở Lusaka. Tuy nhiên, Ủy ban Nhân quyền đã trình bày một báo cáo tuyên bố rằng các khiếu nại về ngược đãi bàng nhân và phân biệt chủng tộc đã thực sự được thành lập.  Lưu trữ ngày 10 tháng 7 năm 2019 tại Wayback Machine